# Никольское (Камышловский район)
Никольское — село в Камышловском районе Свердловской области, входит в состав Восточного сельского поселения.

## География
Село Никольское расположено в 14 километрах на восток от города Камышлова (по автомобильной дороге — в 19 километрах) и вытянуто на 4 километра вдоль левого берега реки Пышмы. От основного русла  село местами отделено старицами. На правом берегу Пышмы расположен ботанический памятник природы «Никольский сосновый бор», участок Припышминских остепненных боров. В 2 километрах к северу от Никольского проходит Сибирский тракт, в 5,5 километрах к северо-западу находится станция Темново Свердловской железной дороги.

## История
Сиарое название — Пышминско-Экономическое село — объясняется тем, что в давние времена селение это было «заимкой» (экономией) Далматовского Успенского монастыря и жители его, состоя в монастырской экономии, для довольствия монастыря отбывали по отношению к нему разного рода повинности. Часть села у местных жителей и до ныне называется «заимкой», а местность, где монастырь имел мельницу — «монастырской мельницей». Из ведения Далматовского монастыря Пышминская экономия преемственно переходила в пользование сначала — Верхотурского Николаевского монастыря, а затем Екатеринбургского Новотихвинского. Находясь при реке Пышме, экономия и называлась Пышминской. Называется ещё село Никольским, вероятно, с того времени, когда состояло в экономии Николаевского Верхотурского монастыря. В начале XX века главным занятием жителей было хлебопашество и отчасти торговля. 
В советское время село получило называние — Никольское.

## Сретенская церковь
Приход образовался в начале XVIII века. Первый деревянный храм во имя Сретения Господня, согласно грамоте митрополита Тобольского Павла от 23 сентября 1766 года, к 1766 году пришел в ветхость и грамотой этой разрешалось жителям «заимки Пышминской» построить «на свой кошт» деревянную церковь «втож имянование Сретения Господня». В 1790 году в трапезе новоустроенной деревянной церкви, с правой стороны, сделан был на средства прихожан придел во имя святого великомученика Димитрия Мироточивого, а иконостас в него перенесен был «из обетшалой» деревянной церкви, которая была разобрана. Новоустроенная деревянная церковь существовала до 1836 года. В 1836 году был построен каменный трёхпрестольный храм с главным алтарём во имя Сретения Господня, освящённым в 1842 году, и придельными — на правой стороне во имя святого Димитрия Мироточивого, освящённый в 1836 году, а на левой — во имя святого Пророка Илии, освящённого в 1861 году. В начале XX века в состав причта входили священник, диакон и псаломщик и для причта был один церковный дом. Церковь была закрыта в 1938 году.
В 1922 году из храма было изъято 9 килограмм серебра. В настоящий момент не восстанавливается, хотя сохранилось много росписей XIX века.
Построен по проекту архитектора И. И. Шарлемань. Храм стоит в центре села. Храм кубический, одной высоты с прямоугольной апсидой. Окна на нижнем ряду прямоугольные, на верхнем ряду квадратные и полукруглые. Полусферический купол на барабане-ротонде, который прорезан арочными окнами. Фасады трапезной имею итальянское окно в два света и двускатное щипцовое покрытие. Колокольня имеет цилиндрический ярус звона, очень вытянутый, с вытянутыми пролетами. Храм является памятником позднего классицизма.

## Население
В 1900 году население села составляло 1612 мужчин и 1617 женщин, все были православные, раскольников и сектантов в приходе не было.
| 2002 | 2010 | 2021 |
| ---- | ---- | ---- |
| 681  | ↘574 | ↘319 |